# Royal Academy of Arts
Royal Academy of Arts (RA, Królewska Akademia Sztuk Pięknych) – królewska instytucja artystyczna, której siedzibą jest Burlington House przy ulicy Piccadilly w Londynie. Zebranie założycielskie odbyło się 10 grudnia 1768, akademia powstała formalnie w następnym roku.

## Wybrani członkowie
- Francesco Bartolozzi (1768)
- Agostino Carlini (1768)
- Mason Chamberlin (1768)
- Sir William Chambers (1768)
- Giovanni Battista Cipriani (1768)
- Richard Cosway (1768)
- Francis Cotes (1768)
- George Dance the Younger (1768; profesor architektury 1798-1805)
- Nathaniel Dance-Holland (1768)
- Thomas Gainsborough (1768)
- John Gwynn (1768)
- Francis Hayman (1768; bibliotekarz)
- Nathaniel Hone (1768)
- William Hunter (1768; profesor anatomii)
- Angelica Kauffmann (1768)
- George Michael Moser (1768)
- Mary Moser (1768)
- Joseph Nollekens (1768)
- Thomas Pingo (1768)
- Sir Joshua Reynolds (1768; przewodniczący 1768-1792)
- John Inigo Richards (1768; sekretarz 1788-1810)
- Paul Sandby (1768)
- Thomas Sandby (1768; profesor architektury)
- Dominic Serres (1768; bibliotekarz 1792-1793)
- Benjamin West (1768; przewodniczący 1792-1805, 1806-1820)
- Richard Wilson (1768)
- Joseph Wilton (1768)
- Johann Zoffany (1768)
- Francesco Zuccarelli (1768)
- Philip James de Loutherbourg (1781)
- Joseph Wright (1784)
- Thomas Banks (1785)
- James Northcote (1787)
- John Opie (1788)
- John Russell (1788)
- Henry Fuseli (1790; profesor malarstwa 1799-1803, 1810-1824)
- Ozias Humphrey (1791)
- Robert Smirke (1793)
- Thomas Kirk (1794)
- Sir Thomas Lawrence (1794; przewodniczący 1820-1830)
- Richard Westall (1794)
- Thomas Stothard (1794)
- John Hoppner (1795)
- John Flaxman (1800; profesor rzeźby 1810-1826)
- Martin Archer Shee (1800; przewodniczący 1830-1850)
- Sir John Soane (1802; profesor architektury 1806-1837)
- William Turner (1802)
- Thomas Phillips (1808; profesor malarstwa 1824-1832)
- David Wilkie (1811)
- Sir Richard Westmacott (1811; profesor rzeźby 1827-1856)
- Robert Smirke (1811)
- John Jackson (1817)
- Sir Charles Lock Eastlake (1827; przewodniczący 1850-1865)
- John Constable (1829)
- Edwin Landseer (1831)
- William Clarkson Stanfield (1835)
- Frederick Richard Lee (1838)
- Daniel Maclise (1840)
- David Roberts (1841)
- William Dyce (1848)
- Charles West Cope (1848)
- Richard Westmacott (the younger) (1849; profesor rzeźby 1857-1868)
- Sir Francis Grant (1851)
- William Powell Frith (1852)
- Sydney Smirke (1859; profesor architektury 1860-1865)
- John Everett Millais (1863; przewodniczący 1896)
- Thomas Sidney Cooper (1867)
- James Sant (1869)
- Thomas Woolner (1875; profesor rzeźby 1877-1879)
- Edward Poynter (1876; przewodniczący 1896-1918)
- William Quiller Orchardson (1877)
- Alfred Waterhouse (1885)
- Luke Fildes (1887)
- Sir Thomas Graham Jackson (1892) architekt
- John William Waterhouse (1895)
- George Frederic Watts (1897)
- Benjamin Williams Leader (1898)
- Albert Chevallier Tayler (1899?)
- Sir Aston Webb (1903)
- William Lionel Wyllie (1907)
- James Jebusa Shannon (1909)
- Edwin Landseer Lutyens (1921)
- Augustus John (1928)
- Sir William Reid Dick (1928)
- Sir William Russell Flint (1933)
- Francis Dodd (1935)
- Laura Knight (1936)
- Harold Knight (1937)
- Laurence Stephen Lowry (1955)
- Eric Schilsky (1968)
- William Roberts (1966)
- Hugh Casson (1970)
- Norman Adams (1972)
- Fred Cuming (1974)
- Olwyn Bowey (1975)
- Elizabeth Blackadder (1976)
- Anthony Green (1977)
- Peter Blake (1981)
- Tom Phillips (1984)
- Donald Hamilton Fraser (1985)
- Michael Kenny (1986)
- Norman Ackroyd (1988)
- Craigie Aitchison (1988)
- Ann Christopher (1989)
- Gillian Ayres (1991)
- Kenneth Draper (1991)
- David Hockney (1991)
- Bill Jacklin (1991)
- R B Kitaj (1991)
- Joe Tilson (1991)
- Brendan Neiland (1992)
- Sir Nicholas Grimshaw (1994)
- Christopher Orr (1995)
- Eva Jiricna (1997)
- Alison Wilding (1999)
- Maurice Cockrill (1999)
- Gary Hume (2001)